# Обыкновенный чоп
Обыкновенный чоп (лат. Zingel zingel) — вид рыб из семейства окуневых.

## Описание
Тело удлинённое, цилиндрическое длиной до 45 см (обычно до 25 см), вес 200—300 г. Спинных плавника два, в первом не менее 13 лучей. Верхняя челюсть длиннее нижней. Тело покрыто мелкой ктеноидною чешуёй, грудная часть туловища без чешуи. По бокам туловища проходит хорошо выраженная боковая линия, которая заходит на хвостовой плавник. Жаберные крышки имеют большой шип. Плавательный пузырь отсутствует. Окраска желтовато-серая с тёмными пятнами и более или менее выраженными полосками.

## Распространение
Ареал вида охватывает бассейн Днестра (верхнее и среднее течение), низовья Дуная, Прут, реки Закарпатья. Эндемик этих рек. Реофил. Встречается на глубоких участках рек со средним, реже быстрым течением и песчаным, глинистым или каменистым грунтом. Иногда встречается на мелководье.

## Образ жизни
Обыкновенный чоп наиболее активен в сумерках и ночью. Взрослые особи держатся обычно в одиночку, но при питании могут собираться в небольшие стайки по 5—10 особей. Держится у дна. Питается в основном ночью, кормом являются личинки насекомых, черви, рачки, моллюски, икра и мелкая рыба (ерши, пескари). Продолжительность жизни составляет до 12 лет.
Половой зрелости достигает на 2—4 году, при размерах 14—16 см. Нерест в апреле—мае, при температуре воды 13—16 °C. Плодовитость — 10—18 тысяч икринок. Икру откладывает на дно. Икра мелкая, приклеивается к субстрату. Личинки появляются через две недели.